# Hagg Gill (Trout Beck)
Der Hagg Gill ist ein kurzer Wasserlauf im Lake District, Cumbria, England. Der Hagg Gill entsteht an den Berghängen zwischen dem Stony Cove Pike im Norden und dem Ill Bell im Süden.
Der Hagg Gill fließt in südlicher Richtung entlang einer ehemaligen römischen Straße östlich der Troutbeck Tongue und westlich des Yoke. 
Südlich der Ansiedlung Troutbeck Park mündet der Hagg Gill in den Trout Beck.
Der Hagg Gill bildet in seinem Oberlauf zusammen mit dem Trout Beck und dem dazwischen liegenden Bergrücken der Troutbeck Tongue den Troutbeck Site of Special Scientific Interest. Die Besonderheit des Gebiets liegt in ihrer Vegetation, die aus einem Wechsel von Farn- und Grasland besteht.